# Educació oberta

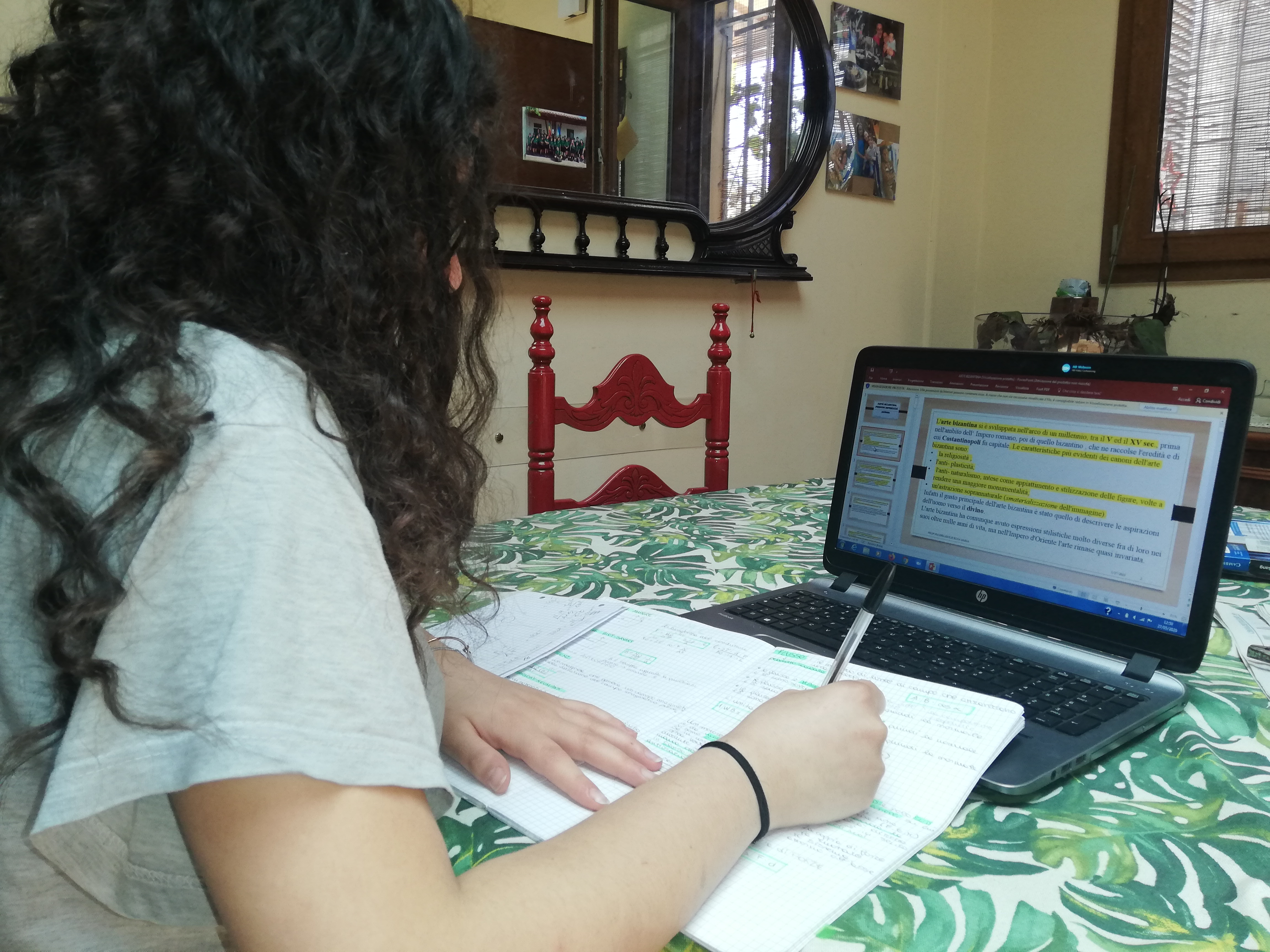
Educació Oberta

L'educació oberta és una forma d'aprenentatge, un estil d'organització o fins i tot una filosofia d'apropar el coneixement a una amplia diversitat de públic. Trenca les barreres que poden suposar l'accés a l'educació, es pot desenvolupar en qualsevol lloc i moment, fent servir Recursos Educatius Oberts (REO) i les Tecnologies de la informació i la comunicació (TIC) com a mitjà de desenvolupament.
El qualificador "obert" es refereix a l'eliminació de barreres que poden impedir tant les oportunitats com el reconeixement de la participació en l'aprenentatge institucional.

## Concepte i definició
L'educació oberta és l'educació sense requisits acadèmics d'admissió i normalment s'ofereix en línia. Amplia l'accés a l'aprenentatge i la formació tradicionalment oferts a través dels sistemes educatius formals.
Pretén modificar substancialment la forma en què autors, professors i estudiants interactuen amb el coneixement. Es basa en els principis del programari lliure que es fonamenten sota els conceptes de llibertat d'ús, distribució i modificació. D'aquí s'amplia el concepte per a utilitzar, difondre, aprendre i adaptar qualsevol tipus de material didàctic (apunts, llibres, presentacions, unitats didàctiques, animacions, simulacions, vídeos, àudios, etc). A aquest tipus de materials se'ls denomina REO i es troben sota el paraigües de les llicències Creative Commons.

## Història

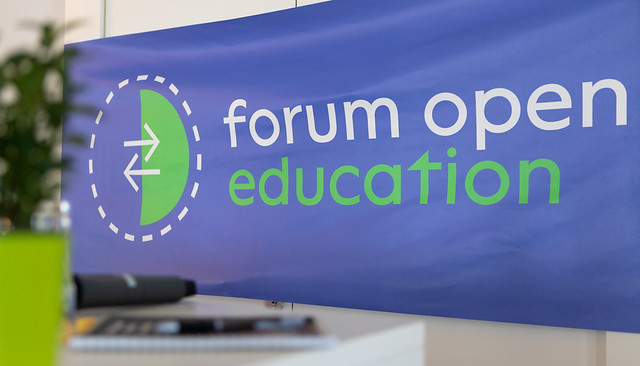
educació oberta

El concepte d'educació oberta ha anat evolucionant en els darrers anys. Parteix de l'educació a distància i comença a aparèixer cap a finals del segle xx, relacionat amb les universitats a distància i l'aprenentatge en línia el qual es relacionava amb l'aprenentatge flexible i la facilitat d'accés. El desenvolupament de l'educació oberta en els últims anys va lligat a l'aparició de les noves tecnologies i del software lliure que conjuntament amb el moviment 2.0 va desenvolupar una cultura de col·laboració entre docents i alumnes. Actualment no existeix un concepte comú d'educació oberta ja que inclou nombroses perspectives, des de la utilització de les TIC, la innovació pedagògica, l'aprenentatge col·laboratiu, la utilització dels REO i l'eliminació de barreres per accedir a la formació.
| 1980 | Aparició idea educació oberta lligada a les universitats que ofereixen un concepte obert de l'educació. |
| ---- | --- |
| 1982 | Es crea el Consell Nacional d'educació oberta i a distància a Columbia                                  |
| 1991 | Es crea la Comissió Interinstitucional i Interdisciplinària d'Educació Oberta i a distància             |
| 2002 | Apareixen els Recursos Educatius Oberts (REO) impulsats per la UNESCO                                   |
| 2007 | Declaració ''Cape Town Open                                                                             |
| 2011 | Apareixen els primers MOOC                                                                              |
| 2016 | Marc europeu d'educació oberta (Openedu)                                                                |

## Diferències entre educació oberta i educació a distància
|                           | Educació oberta                                                                     | Educació a distància                                                         |
| ------------------------- | ----------------------------------------------------------------------------------- | ---------------------------------------------------------------------------- |
| Gestió institucional      | Flexible                                                                            | Regulada per polítiques educatives                                           |
| Accés al sistema          | Sense limitacions de cap tipus (lloc, temps, econòmic, de coneixement)              | Restriccions (lloc, temps, econòmic, de coneixement)                         |
| Aprenentatge              | Independent. Diversos mètodes i tècniques                                           | Depèn del ritme i organització de l'alumnat                                  |
| Comunicació               | Síncrona i asíncrona                                                                | Asíncrona                                                                    |
| Canal                     | Digital                                                                             | Digital o altres                                                             |
| Espai-temps               | S'adapta a les condicions i característiques de l'estudiant                         | No hi ha desplaçament al centre educatiu. Temps decidit institucionalment    |
| Procediments metodològics | Una programació-avaluació longitudinal, contínua, lògica, progressiva i acumulativa | Una programació estructurada, controlada i amb avaluació de resultats finals |
| Objectius i continguts    | No estan determinats. Evolucionen d'acord amb el procés                             | Determinats prèviament a la formació                                         |

## Característiques
L'Educació Oberta és una modalitat d'organització educativa fonamentada en estudis i corrents de la Pedagogia, la Psicologia i altres ciències, dels segles XX i XXI, la qual empra les TIC per a l'administració del procés.
Les característiques principals de l'educació oberta són:
- Accessibilitat: l'educació oberta pretén eliminar o reduir les barreres econòmiques, tecnològiques, geogràfiques i institucionals que dificulten el camí cap el coneixement i l'educació. Es desenvolupa mitjançant eines digitals com els sistemes de gestió de l'aprenentatge (LMS).[4]
- Innovació pedagògica: a través de Pràctiques Educatives Obertes (PEO) basades en la utilització de tecnologies digitals i metodologies de comunitat educativa oberta d'aprenentatge.[4]
- Reconeixença: l'educació oberta permet l'obtenció d'una certificació acadèmica amb el mateix valor institucional que l'educació formal, sent reconeguda tant en àmbits públics com privats.[4]
- Aprenentatge col·laboratiu: l'educació oberta estableix un intercanvi de pràctiques educatives, recursos, experiències, estratègies i iniciatives amb l'objectiu de millorar l'ensenyament, a partir de la col·laboració entre institucions, docents i alumnes.[4]
- Accessibilitat als recursos: els materials emprats són gratuïts. Generalment, són Recursos Educatius Oberts (REO) de domini públic, o materials amb drets d'autor.[10]
- Ús de tecnologia educativa: l'educació oberta es basa en la utilització de programari gratuït i de codi obert que es pugui utilitzar en múltiples plataformes i serveis.[11]
- Qualitat: Cada institució és responsable d'oferir un procés d'ensenyança-aprenentatge de qualitat.[4]

## Exemples i enllaços a plataformes d'educació oberta
Un aspecte d'obertura de l'educació és el desenvolupament i l'adopció de recursos educatius oberts.
Les pràctiques institucionals que intenten eliminar barreres d'entrada, per exemple, no tindrien requisits acadèmics d'admissió.
Aquestes universitats inclouen la Open University a Gran Bretanya, i la Universitat Athabasca, la Universitat Thompson Rivers, l'Aprenentatge Obert a Canadà. Aquests programes són comunament (però no necessàriament) programes d'aprenentatge a distància com e-learning, MOOC i OpenCourseWare. Mentre que molts programes d'e-learning són lliures de seguir, els costos d'adquirir una certificació poden ser una barrera. Molts instituts d'educació oberta ofereixen programes de certificació gratuïts acreditats per organitzacions com UKAS al Regne Unit i ANAB als Estats Units; uns altres ofereixen una insígnia.
1. Khan Academy
2. MOOC
3. Vikipédia
4. Coursera
5. Udemy
6. FutureLearn
7. Open education consortium